# Indywidualne mistrzostwa Rumunii na żużlu
Indywidualne mistrzostwa Rumunii w sporcie żużlowym to rozgrywany corocznie cykl turniejów wyłaniających mistrza Rumunii.
Początki rozgrywania mistrzostw sięgają 1962 roku, kiedy to, w cyklu liczącym cztery rundy, które rozegrano w stolicy kraju – Bukareszcie, zwycięstwo odniósł Gheorghe Voiculescu reprezentujący klub Steaua Bukareszt, wyprzedzając Alexandru Sincę z Voințy Sybin i klubowego kolegę, Romulusa Jurcę.
Najbardziej  utytułowanymi rumuńskimi żużlowcami w krajowym czempionacie są Mircea Agrisan, ośmiokrotny mistrz kraju w latach 1994–1998, 2001 i 2004–2005 i Adrian Gheorghe, również ośmiokrotny mistrz Rumunii w latach 2009, 2014–2016, 2018–2019 i 2021–2022. O jeden złoty krążek mniej ma Alexandru Toma 7-krotny mistrz w latach 2002–2003, 2006–2007 i 2010–2012. Sześć złotych medali wywalczył Pavel Ionel w latach 1979–1983 i 1985. Pięć złotych krążków wywalczył w latach 1963–1964 i 1967–1969 Ion Cucu. Cztery złote medale na swoim koncie ma Ilie Sorin Ghibu, natomiast trzykrotnie mistrzostwo kraju udało się zdobyć Ionowi Bobâlneanu, Gheorghe Sorze i Mariusowi Soaicie.
W latach 2007–2010 w mistrzostwach brali udział również żużlowcy bułgarscy, spośród których najlepszy wynik osiągnął Milen Manew, który wygrał mistrzostwo Rumunii w sezonie 2008, wicemistrzostwo w sezonie 2009 i brązowy medal w sezonie 2007. Innym bułgarskim zawodnikiem, który uplasował się na podium mistrzostw był Dymityr Minkow, który zdobył brązowy medal w sezonie 2010. W 2011 odbyły się wspólne mistrzostwa Bułgarii i Rumunii, w których prowadzono oddzielne klasyfikacje medalowe dla zawodników obu państw.

## Medaliści
| 4 rundy   |
| --------- |
| Bukareszt |

| 4 rundy                         |
| ------------------------------- |
| Bukareszt Braiła Ploeszti Sybin |

| 4 rundy                      |
| ---------------------------- |
| Bukareszt Braiła brak danych |

| 6 rund                 |
| ---------------------- |
| Sybin Bukareszt Braiła |

| 6 rund             |
| ------------------ |
| Sybin Braiła Sybin |

| 6 rund                 |
| ---------------------- |
| Braiła Sybin Bukareszt |

| 4 rundy                           |
| --------------------------------- |
| Bukareszt Braiła Bukareszt Braiła |

| 2 rundy |
| ------- |
| Braiła  |

| 4 rundy                   |
| ------------------------- |
| Braiła Tyrgowiszte Braiła |

| 4 rundy                  |
| ------------------------ |
| Braiła (wszystkie rundy) |

| 4 rundy                  |
| ------------------------ |
| Braiła (wszystkie rundy) |

| 4 rundy                  |
| ------------------------ |
| Braiła (wszystkie rundy) |

| 6 rund                          |
| ------------------------------- |
| Braiła Tyrgowiszte Sybin Szumen |

| 4 rundy             |
| ------------------- |
| Braiła Sybin Braiła |

| 8 rund                          |
| ------------------------------- |
| Sybin Braiła Sybin Braiła Sybin |

| 9 rund             |
| ------------------ |
| Sybin Braiła Sybin |

| 9 rund       |
| ------------ |
| Sybin Braiła |

| 6 rund       |
| ------------ |
| Sybin Braiła |

| 4 rundy                  |
| ------------------------ |
| Braiła (wszystkie rundy) |

| 4 rundy                  |
| ------------------------ |
| Braiła (wszystkie rundy) |

| 4 rundy                  |
| ------------------------ |
| Braiła (wszystkie rundy) |

| 4 rundy |
| ------- |
| Braiła  |

| 4 rundy |
| ------- |
| Braiła  |

| 4 rundy |
| ------- |
| Braiła  |